# 罗莫朗坦-朗特奈
罗莫朗坦-朗特奈（法語：Romorantin-Lanthenay，法語發音：[ʁɔmɔʁɑ̃tɛ̃ lɑ̃tnɛ] ⓘ，当地传统发音：[ʁmɔʁɑ̃tɛ̃ lɑ̃tnɛ]），法国中部城市，中央-卢瓦尔河谷大区卢瓦-谢尔省的一个市镇，同时也是该省的一个副省会，下辖罗莫朗坦-朗特奈区，其市镇面积为45.31平方公里，2022年1月1日时人口数量为18,377人，是该省人口第二多的市镇，在法国城市中排名第530位。
罗莫朗坦-朗特奈位于卢瓦-谢尔省南部，索德尔河畔，是一个区域性的中心城市，通常被认作索洛涅地区的首府，A85高速公路和多条省道在此交汇。

## 地名来源
“罗莫朗坦”一名的来源尚存在争议，根据当地民间传说，“Romorantin”与“罗马人”或“小罗马”有关；而根据当地史学家雅克·苏瓦耶（Jacques Soyer）的论述，“Romorantin”来源于拉丁语“rivus Morantini”，意为“一条叫Morantini的小溪”，最初于12世纪末以“Remorentinum”的形式被记载。“朗特奈”一名的来源及含义则有待考证。
因翻译标准不同，Romorantin-Lanthenay在一些汉语资料中又被译为罗莫朗坦朗特奈或罗莫朗坦-朗特耐。

## 历史

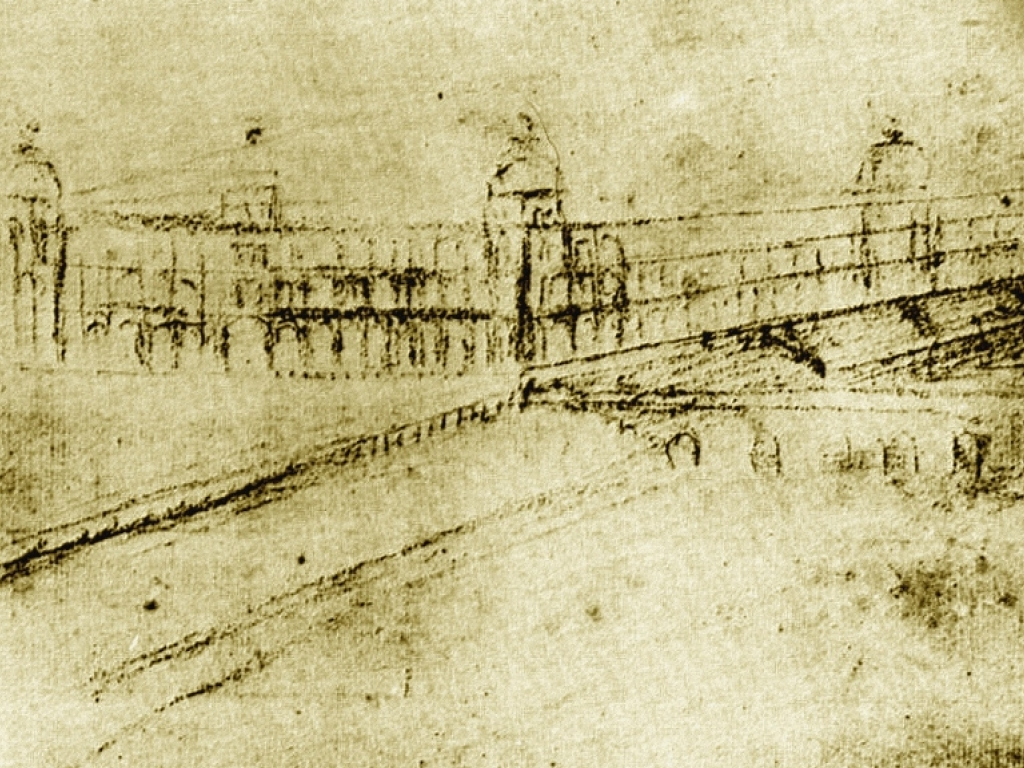
罗莫朗坦城堡设计图（临摹）

罗莫朗坦-朗特奈成立于1961年5月29日，由罗莫朗坦（Romorantin）和朗特奈（Lanthenay）两个市镇合并而成，其中罗莫朗坦为政府驻地。
罗莫朗坦的建城史始于12世纪，彼时，该区域为布卢瓦伯爵的一块领地，1196年，罗莫朗坦获得市镇自由贸易宪章，索德尔河右岸开始出现军事城堡。英法百年战争初期，英格兰军队入侵此地并烧毁了城堡。15世纪时，在奥尔良伯爵约翰的支持下，罗莫朗坦城堡得以重建，其城市亦有所扩张。中世纪末期，弗朗索瓦一世曾邀请列奥纳多·达·芬奇参与罗莫朗坦的城市设计，并规划将罗莫朗坦设立为法兰西王国的首都，但该计划随着达芬奇的逝世而终止。宗教战争期间，罗莫朗坦城堡被破坏，后重建。法国大革命结束后，罗莫朗坦成为卢瓦-谢尔省的一个副省会，原城堡成为了副省会政府办公楼。1828年，蒙托被撤销，其西部地区并入罗莫朗坦的市镇范围。1912年，當地第一個法軍空軍機場於此地啟用。1939年初，罗莫朗坦收纳了超过三千名西班牙内战难民。第二次世界大战期间，罗莫朗坦被納粹德军佔領，後於1944年9月2日獲解放。
朗特奈则长期为一处普通农业村落，1790至1961年间为一个独立的市镇。

## 地理

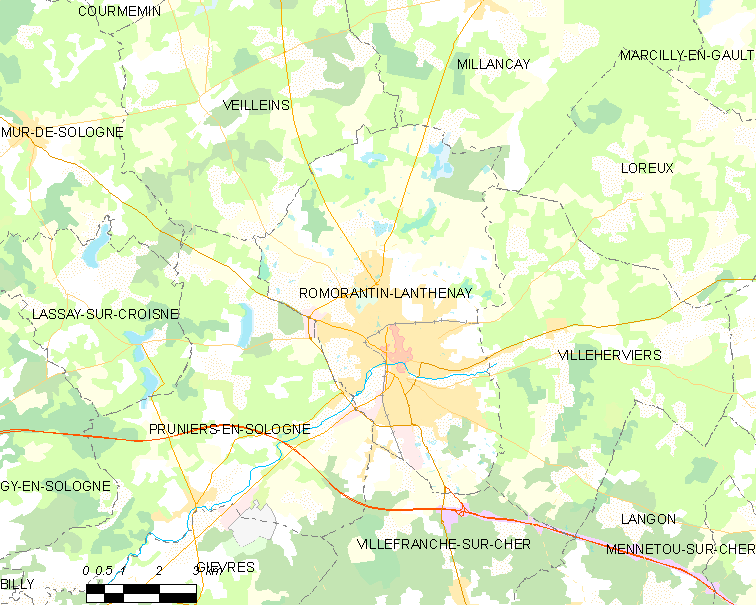
罗莫朗坦-朗特奈市镇范围地图

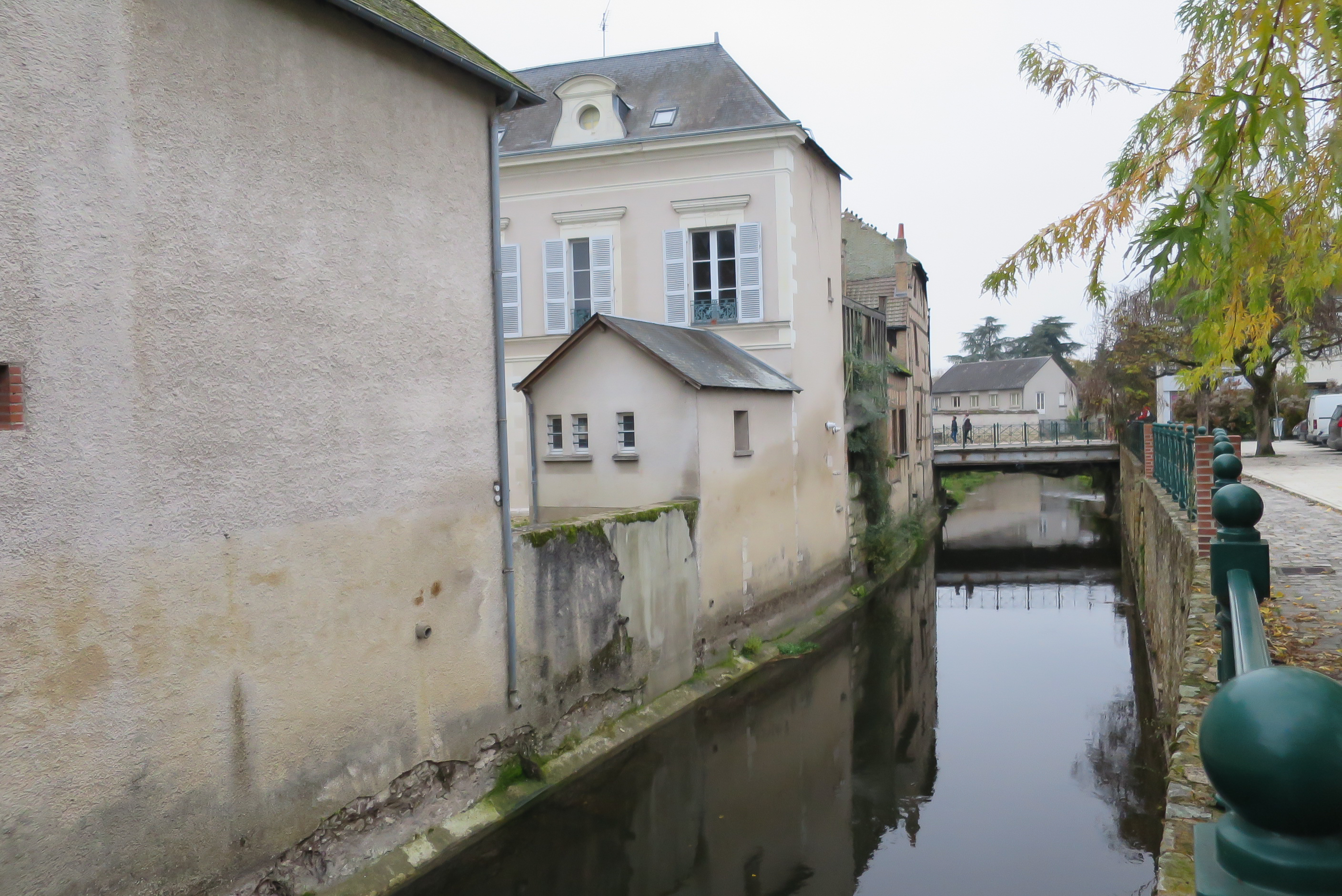
索德尔河的一处水道

罗莫朗坦-朗特奈位于法国中部，中央-卢瓦尔河谷大区中部和卢瓦-谢尔省东南部，距离省会布卢瓦大约43公里。与罗莫朗坦-朗特奈接壤的市镇包括：米朗赛、索洛涅地区普吕尼耶、韦兰、谢尔河畔自由城、维勒埃尔维耶和谢尔河畔梅讷图。

### 地形
罗莫朗坦-朗特奈位于索洛涅平原腹地，境内以平原为主，市镇中心地势较为平坦，东侧部分区域略有起伏，全境海拔在84到121米之间。

### 水文
索尔德河自东向西流经境内，并在罗莫朗坦-朗特奈市区形成多条水道。该河是谢尔河的右岸支流，属于卢瓦尔河水系。

### 植被
罗莫朗坦-朗特奈属于温带阔叶混交林区，费尔迪南·比松花园（Square Ferdinand Buisson）是当地主要的城市绿地，林地则广泛分布于河流附近以及市区四周。
在鲜花城市的评比中，罗莫朗坦-朗特奈被评为2星级鲜花城市。

### 气候
罗莫朗坦-朗特奈在柯本气候分类法中属于温带海洋性气候。
罗莫朗坦-朗特奈西南部的索洛涅地区普吕尼耶境内设有常年气象站，以下为该气象站的数据：
| 罗莫朗坦-普吕尼耶1981年－2019年 | 罗莫朗坦-普吕尼耶1981年－2019年 | 罗莫朗坦-普吕尼耶1981年－2019年 | 罗莫朗坦-普吕尼耶1981年－2019年 | 罗莫朗坦-普吕尼耶1981年－2019年 | 罗莫朗坦-普吕尼耶1981年－2019年 | 罗莫朗坦-普吕尼耶1981年－2019年 | 罗莫朗坦-普吕尼耶1981年－2019年 | 罗莫朗坦-普吕尼耶1981年－2019年 | 罗莫朗坦-普吕尼耶1981年－2019年 | 罗莫朗坦-普吕尼耶1981年－2019年 | 罗莫朗坦-普吕尼耶1981年－2019年 | 罗莫朗坦-普吕尼耶1981年－2019年 | 罗莫朗坦-普吕尼耶1981年－2019年 |
| 月份                            | 1月                             | 2月                             | 3月                             | 4月                             | 5月                             | 6月                             | 7月                             | 8月                             | 9月                             | 10月                            | 11月                            | 12月                            | 全年                            |
| ------------------------------- | ------------------------------- | ------------------------------- | ------------------------------- | ------------------------------- | ------------------------------- | ------------------------------- | ------------------------------- | ------------------------------- | ------------------------------- | ------------------------------- | ------------------------------- | ------------------------------- | ------------------------------- |
| 历史最高温 °C（°F）             | 17.9 (64.2)                     | 23.7 (74.7)                     | 28.8 (83.8)                     | 29.3 (84.7)                     | 32.4 (90.3)                     | 39.2 (102.6)                    | 42 (108)                        | 41.2 (106.2)                    | 36.6 (97.9)                     | 30.8 (87.4)                     | 23.8 (74.8)                     | 20.2 (68.4)                     | 42 (108)                        |
| 平均高温 °C（°F）               | 7.6 (45.7)                      | 9 (48)                          | 13.1 (55.6)                     | 16.1 (61.0)                     | 20 (68)                         | 23.5 (74.3)                     | 26.1 (79.0)                     | 25.9 (78.6)                     | 22.2 (72.0)                     | 17.2 (63.0)                     | 11.2 (52.2)                     | 7.9 (46.2)                      | 16.7 (62.1)                     |
| 日均气温 °C（°F）               | 4.1 (39.4)                      | 4.6 (40.3)                      | 7.6 (45.7)                      | 10 (50)                         | 13.9 (57.0)                     | 17 (63)                         | 19.2 (66.6)                     | 18.8 (65.8)                     | 15.4 (59.7)                     | 12 (54)                         | 7.1 (44.8)                      | 4.5 (40.1)                      | 11.2 (52.2)                     |
| 平均低温 °C（°F）               | 0.7 (33.3)                      | 0.3 (32.5)                      | 2 (36)                          | 3.9 (39.0)                      | 7.7 (45.9)                      | 10.6 (51.1)                     | 12.4 (54.3)                     | 11.7 (53.1)                     | 8.7 (47.7)                      | 6.8 (44.2)                      | 3 (37)                          | 1.1 (34.0)                      | 5.7 (42.3)                      |
| 历史最低温 °C（°F）             | −20.9 (−5.6)                    | −20 (−4)                        | −14.7 (5.5)                     | −7.1 (19.2)                     | −4.2 (24.4)                     | −0.8 (30.6)                     | 2.4 (36.3)                      | 1.2 (34.2)                      | −4.1 (24.6)                     | −8.8 (16.2)                     | −12 (10)                        | −18.4 (−1.1)                    | −20.9 (−5.6)                    |
| 平均降水量 mm（）               | 57.8 (2.28)                     | 50.2 (1.98)                     | 50.1 (1.97)                     | 56.4 (2.22)                     | 72.3 (2.85)                     | 51.5 (2.03)                     | 55.5 (2.19)                     | 51.6 (2.03)                     | 55.9 (2.20)                     | 70.1 (2.76)                     | 64.2 (2.53)                     | 66.7 (2.63)                     | 702.3 (27.65)                   |
| 月均日照時數                    | 64                              | 84.7                            | 142.9                           | 171.8                           | 197.6                           | 213.9                           | 229.8                           | 225.1                           | 180.9                           | 115.6                           | 67.1                            | 50.4                            | 1,743.8                         |
| 来源：infoclimat.fr             |                                 |                                 |                                 |                                 |                                 |                                 |                                 |                                 |                                 |                                 |                                 |                                 |                                 |

## 行政区划
罗莫朗坦-朗特奈的市镇编号为41194，邮政编号为41200。
在行政管理方面，罗莫朗坦-朗特奈隶属于法国中央-卢瓦尔河谷大区卢瓦-谢尔省，同时也是该省的一个副省会，下辖罗莫朗坦-朗特奈区；在地方选举方面，罗莫朗坦-朗特奈是罗莫朗坦-朗特奈县的中央投票站所在地，其市镇范围全境被划入卢瓦-谢尔省第二选区；在社会管理方面，罗莫朗坦-朗特奈是罗莫朗坦-默讷图市镇公共社区的办公驻地。
法国国家统计与经济研究所（简称）在进行数据统计时，将罗莫朗坦-朗特奈单独设为罗莫朗坦-朗特奈城市核心区，并将包括核心区在内的周边共11个市镇划为罗莫朗坦-朗特奈城市区。自2020年起，罗莫朗坦-朗特奈城市区被包含29个市镇的罗莫朗坦-朗特奈城市辐射区代替。此外，还将罗莫朗坦-朗特奈市镇分为了9个“块区”（IRIS），以便于统计人口分布情况。

## 交通

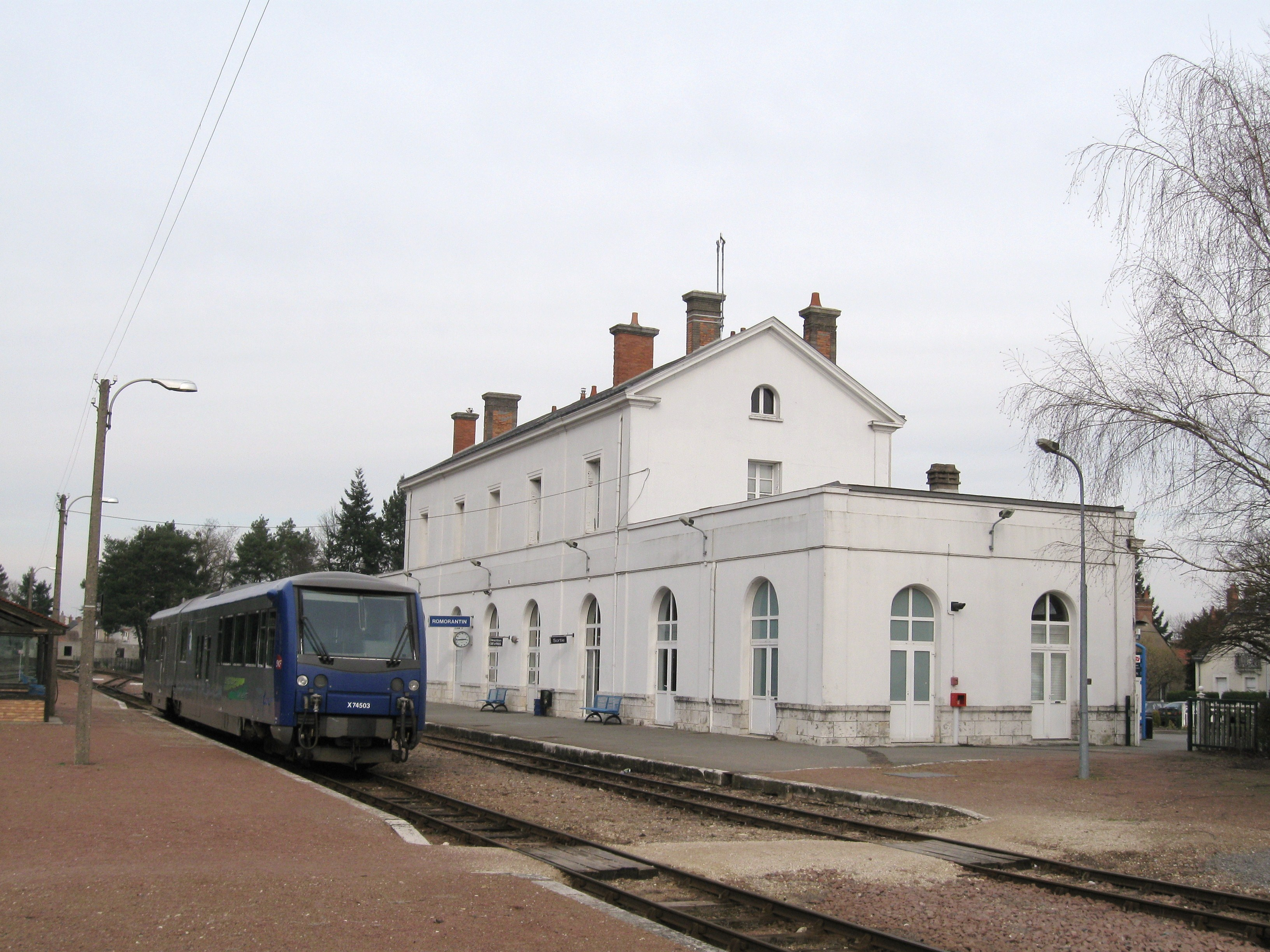
罗莫朗坦勒布朗-阿尔让火车站

### 公路
A85高速公路经过罗莫朗坦-朗特奈市区南部，通过14号出入口连接市区，此外多条卢瓦-谢尔省省道在罗莫朗坦-朗特奈境内交汇，中央-卢瓦尔河谷大区下属的城际客运提供巴士线路，可前往布卢瓦和维耶尔宗。
| 4 | 24 |

| 14 | 5 |

| 布卢瓦 | 42 |

| 萨尔布里 | 26 |

| 维耶尔宗 | 34 |

| 博让西 | 50 |

| 谢尔河畔塞勒 | 19 |

| 谢尔河畔自由城 | 9 |

2018年，73.5%的罗莫朗坦-朗特奈家庭拥有至少一辆私人汽车。2019年，罗莫朗坦-朗特奈境内共发生各类交通事故9起，造成15人受伤。

### 铁路
罗莫朗坦-朗特奈位于勒布朗－阿尔让铁路上，该铁路是一条地方米轨铁路。罗莫朗坦勒布朗-阿尔让站位于市区西部，奥尔良城郊街站位于市区北部，两站均停靠往返于萨尔布里和瓦朗赛一线的区域列车。

### 航空
距离罗莫朗坦-朗特奈最近的民用航空站为图尔机场，距离罗莫朗坦-朗特奈市中心的公路里程约95公里。

### 城市公共交通
罗莫朗坦-朗特奈市政府提供一条免费的摆渡城市公共汽车线路，线路途径了罗莫朗坦-朗特奈市区内的主要街道和居民区。

## 政治

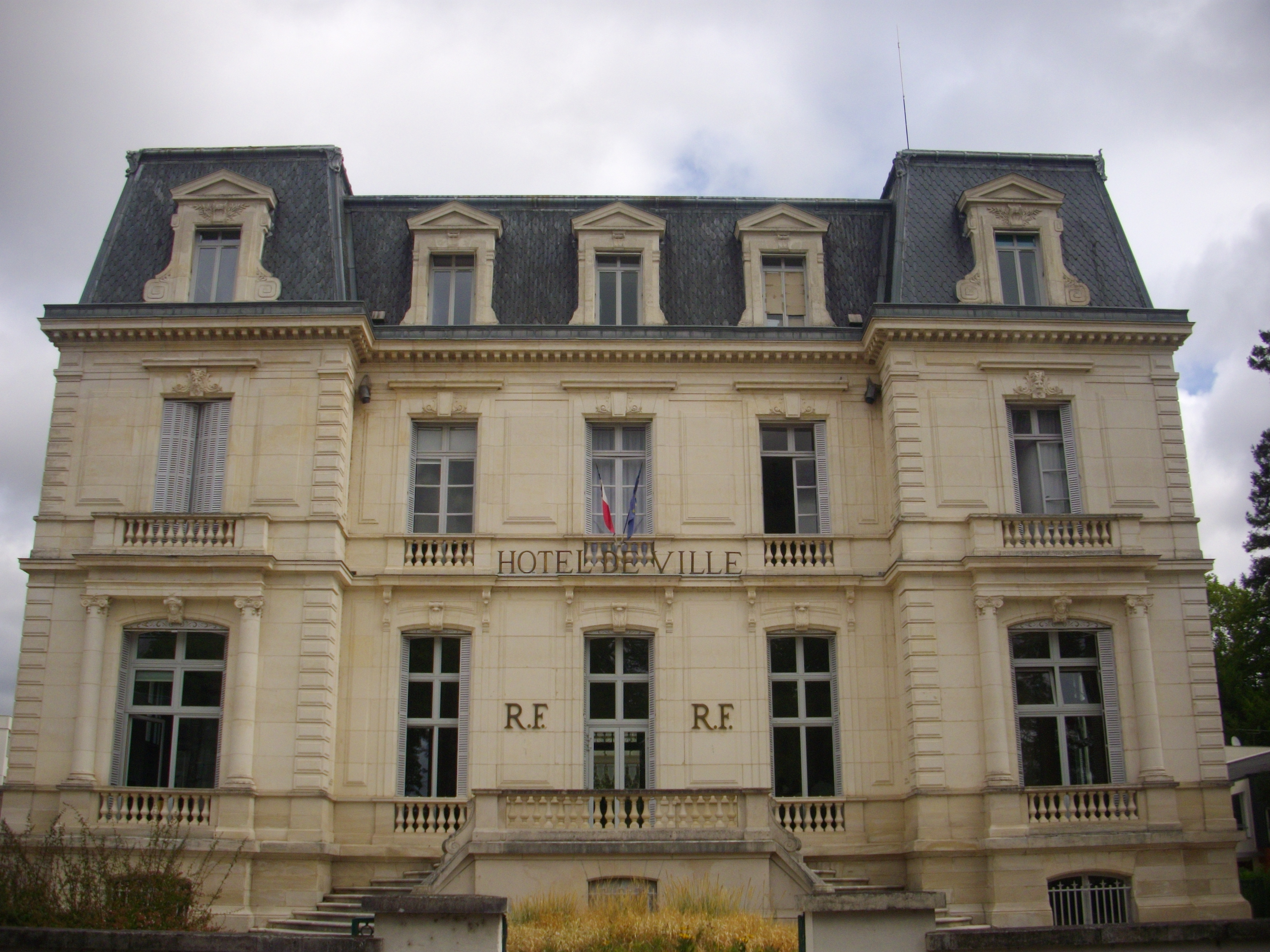
罗莫朗坦-朗特奈市政厅

### 市政内阁
罗莫朗坦-朗特奈的现任市长为雅尼·洛尔茹先生，他是一名左翼无党派人士，在2020年的市政选举中获得了39.58%的支持率。
| 罗莫朗坦-朗特奈历届市长 |                                    |                             |
| 任期                    | 市长                               | 党派                        |
| 1944年－1945年          | Antoine CHARMAISON 安托万·夏尔迈松 | 不详                        |
| 1945年－1949年          | Jean FOUQUERIÈRE 让·富克里埃       | 不详                        |
| 1949年－1959年          | Maurice SAGNOLE 莫里斯·萨尼奥勒    | 不详                        |
| 1959年－1985年          | Jacques THYRAUD 雅克·蒂罗          | UDF法国民主联盟             |
| 1985年－                | Jeanny LORGEOUX 雅尼·洛尔茹        | PS社会党 →DVG左翼无党派人士 |

### 各级选举
| 罗莫朗坦-朗特奈历届投票选举结果 | 罗莫朗坦-朗特奈历届投票选举结果 | 罗莫朗坦-朗特奈历届投票选举结果 | 罗莫朗坦-朗特奈历届投票选举结果 | 罗莫朗坦-朗特奈历届投票选举结果 | 罗莫朗坦-朗特奈历届投票选举结果 | 罗莫朗坦-朗特奈历届投票选举结果 | 罗莫朗坦-朗特奈历届投票选举结果 | 罗莫朗坦-朗特奈历届投票选举结果 | 罗莫朗坦-朗特奈历届投票选举结果 |
| 选举项目                        | 选举范围                        | 选区单位                        | 选区单位内的选举结果            | 选区单位内的选举结果            | 选区单位内的选举结果            | 选区单位内的选举结果            | 选区单位内的选举结果            | 选区单位内的选举结果            | 参考资料                        |
| 选举项目                        | 选举范围                        | 选区单位                        | 第一轮胜出者                    | 第一轮胜出者                    | 支持率                          | 第二轮胜出者                    | 第二轮胜出者                    | 支持率                          | 参考资料                        |
| ------------------------------- | ------------------------------- | ------------------------------- | ------------------------------- | ------------------------------- | ------------------------------- | ------------------------------- | ------------------------------- | ------------------------------- | ------------------------------- |
| 2017年法國總統選舉              | 法國                            | 市镇                            |                                 | 玛丽娜·勒庞                     | 26.39%                          |                                 | 埃马纽埃尔·马克龙               | 60.02%                          | [ 28 ]                          |
| 2017年法国立法选举              | 卢瓦-谢尔省第二选区             | 市镇                            |                                 | 让-吕克·布罗                    | 27.84%                          |                                 | 让-吕克·布罗                    | 52.15%                          | [ 28 ]                          |
| 2019年欧洲议会选举              | 法國                            | 市镇                            |                                 | 若尔当·巴尔代拉                 | 28.21%                          | （不适用）                      | （不适用）                      | （不适用）                      | [ 30 ]                          |
| 2021年法国省级选举              | 卢瓦-谢尔省                     | 县                              |                                 | 塔妮娅·安德烈 布吕诺·阿尔努瓦   | 27.53%                          |                                 | 塔妮娅·安德烈 布吕诺·阿尔努瓦   | 55.99%                          | [ 31 ]                          |
| 2021年法国省级选举              | 卢瓦-谢尔省                     | 市镇                            |                                 | 塔妮娅·安德烈 布吕诺·阿尔努瓦   | 29.94%                          |                                 | 塔妮娅·安德烈 布吕诺·阿尔努瓦   | 58.05%                          | [ 31 ]                          |
| 2021年法国大区选举              |                                 | 市镇                            |                                 | 弗朗索瓦·博诺                   | 26.3%                           |                                 | 弗朗索瓦·博诺                   | 40.67%                          | [ 32 ]                          |
| 2022年法国总统选举              | 法國                            | 市镇                            |                                 | 玛丽娜·勒庞                     | 28.53%                          |                                 | 埃马纽埃尔·马克龙               | 53.84%                          | [ 28 ]                          |
| 2022年法国立法选举              | 卢瓦-谢尔省第二选区             | 市镇                            |                                 | 埃马纽埃尔·沙普洛               | 23.42%                          |                                 | 埃马纽埃尔·沙普洛               | 51.95%                          | [ 28 ]                          |

## 人口
2018年，罗莫朗坦-朗特奈市镇人口数量为17,871，在法国排名第530位。其中男性8,358人，女性9,513人，75岁及以上人口占11.3%，外籍人口数量为3,493人，人口密度为394人/平方公里，当地居民被称为（男性）或（女性）。2019年，罗莫朗坦-朗特奈境内出生160人，死亡人口219人。
| 罗莫朗坦-朗特奈1901年－2019年人口变化情况 |
|                                           |
| 数据来源：Cassini、INSEE                  |

## 经济

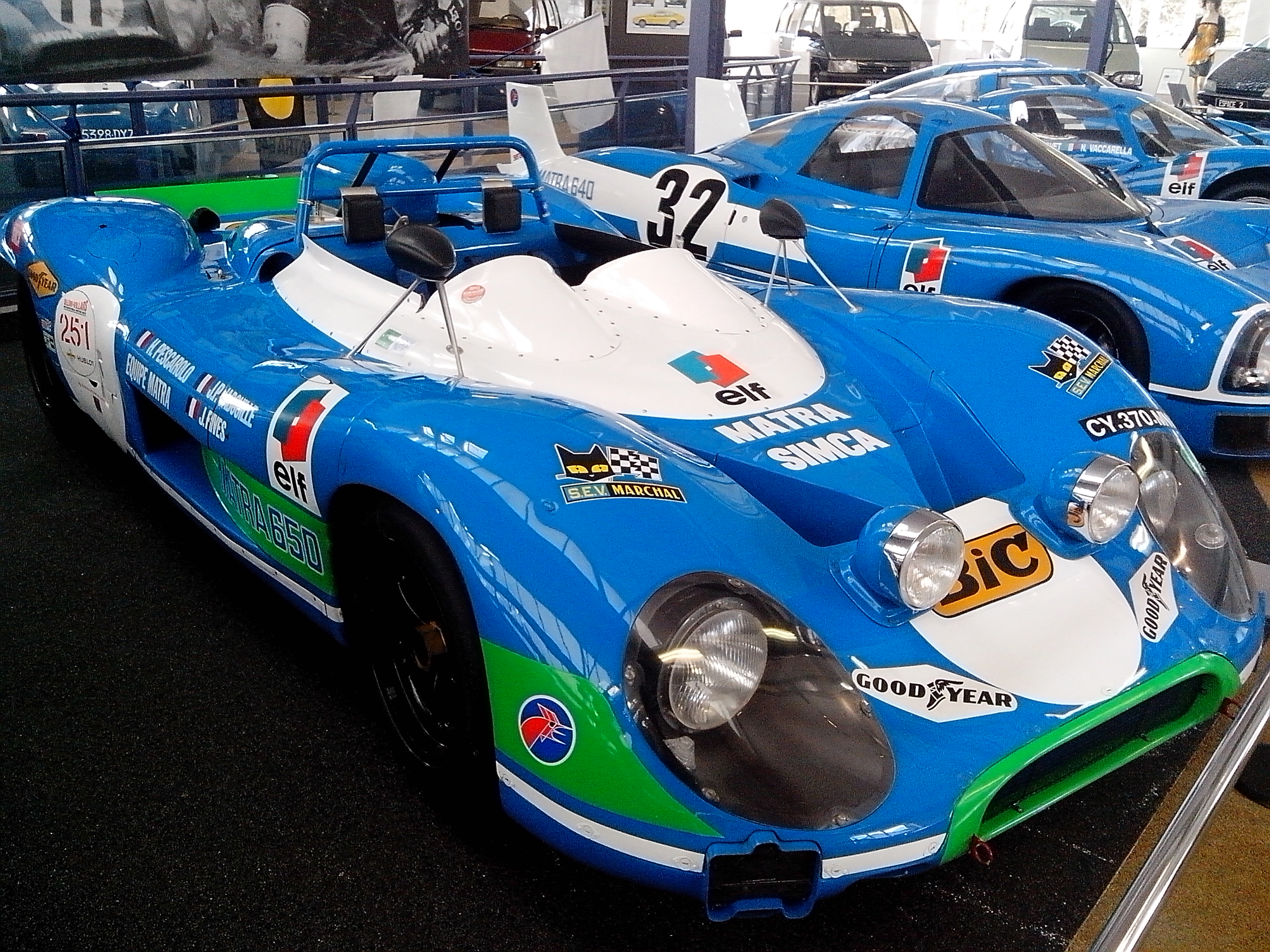
马特拉汽车博物馆内的展品

罗莫朗坦-朗特奈曾为法國軍工企業馬特拉的生产基地，后因经营不善而于2004年关闭，原厂房被改建成为马特拉汽车博物馆。
截止2021年10月，罗莫朗坦-朗特奈共有各类用人单位（包含自雇）2,100家，平均历史为15年，其中98.13%为中小型企业（PME）。（大型零售）、（医疗器械生产）及（汽车销售）是当地2019年营业额最高的三个企业，分别为84,186,000欧元、26,667,233欧元和17,862,264欧元。

## 财政收入
2019年，罗莫朗坦-朗特奈的财政收入总额为25,886,400欧元，财政支出总额为24,608,600欧元，当年的债务总额为12,708,300欧元。2021年，罗莫朗坦-朗特奈共获得3,636,025欧元的国家财政补助，比上一年增加了1.72%。
2019年，罗莫朗坦-朗特奈的人均月收入总额为2,007欧元，其中高级职员为3,661欧元，低于法国平均水平（4,230欧元）；中级职员为2,354欧元，低于法国平均水平（2,411欧元）；普通职员为1,663欧元，亦低于法国平均水平（1,740欧元）。
2018年，罗莫朗坦-朗特奈境内的青壮年（15至64岁）失业率为15.7%，当地44.4%的家庭拥有纳税资格，平均纳税2,157欧元，低于法国平均水平（3,888欧元）。

## 社会事务

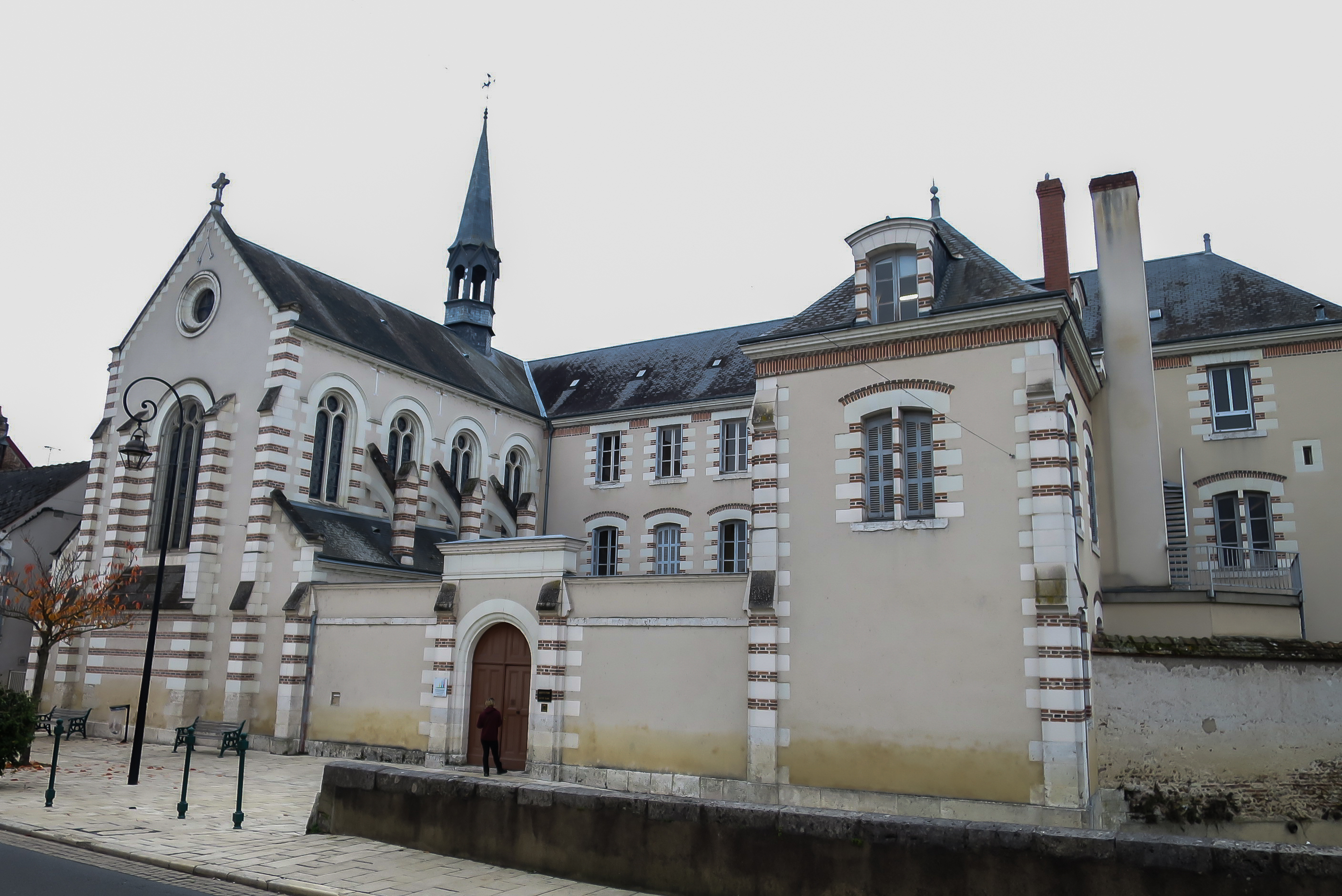
罗莫朗坦-朗特奈圣母学院

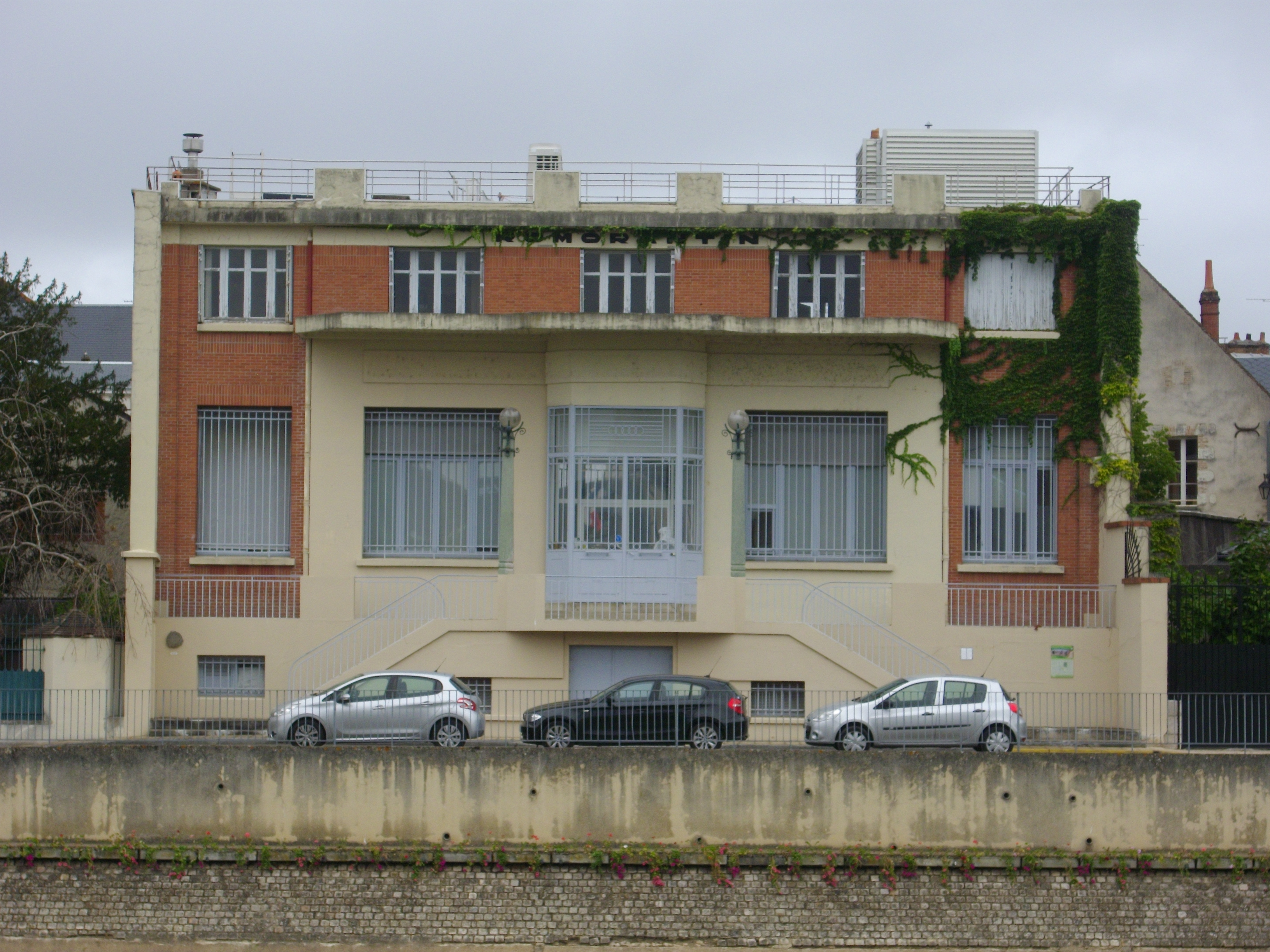
罗莫朗坦-朗特奈邮政大楼

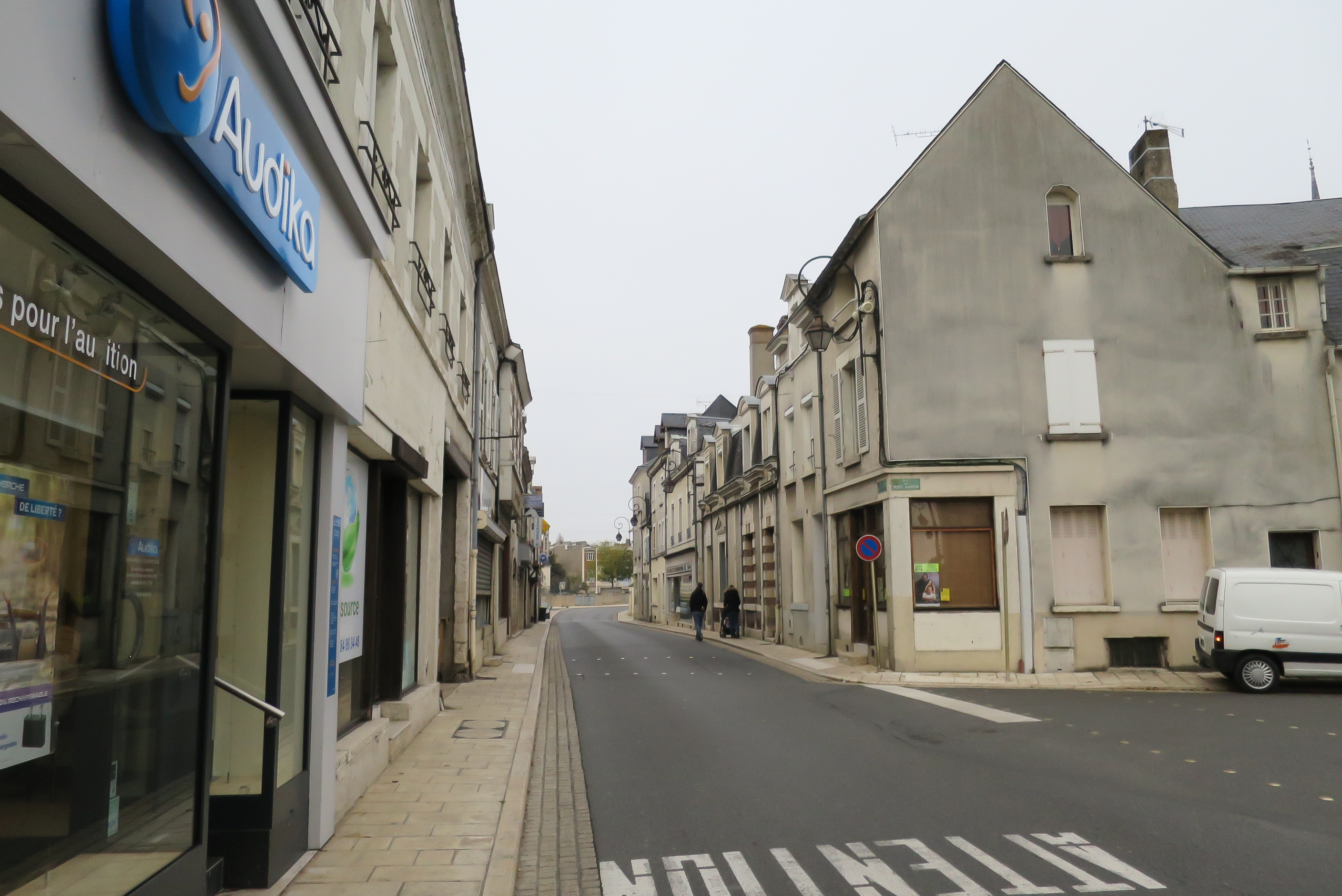
三皇街

### 教育
罗莫朗坦-朗特奈属于奥尔良-图尔学区。截止2020年1月1日，罗莫朗坦-朗特奈境内共有5所幼儿园、7所小学、3所初级中学、1所普通高中和1所职业高中。2018至2019学年度，罗莫朗坦-朗特奈境内共有在校中等教育阶段学生2,610名。

### 医疗
截止2020年1月1日，罗莫朗坦-朗特奈境内共有全科医生16名、保健师9名、牙医6名、护士22名、眼科医生1名、皮肤科医生1名、助产士2名和妇科医生1名。境内共有药房5家、养老院2家、残疾人帮扶中心5家。
罗莫朗坦-朗特奈中心医院（Centre Hospitalier de Romorantin-Lanthenay）是法国的一个区域性医疗机构，其主病区位于罗莫朗坦-朗特奈市区，设有床位688个，是当地规模最大的公立综合性医院。

### 住房
2018年，罗莫朗坦-朗特奈境内共有各类住房9,902套，其中77.5%为独立式居民区，21.9%为集中式居民区。常住房屋占罗莫朗坦-朗特奈市镇范围内居民建筑总量的85.3%。
在住房保障政策方面，2020年，罗莫朗坦-朗特奈境内共有2,007户家庭获得了住房经济补助，受益人数占总人口数量的11.2%，其中1,879份为房租补助。

### 商业
2019年，罗莫朗坦-朗特奈境内共有各类实体商铺485家，其中餐厅57家、大型超市8家、杂货店6家、面包房12家、肉铺12家、书店2家、装饰品店1家、银行门店16家、美容美发店31家、汽车维修店29家。市中心有一家Monoprix超市，市区西北部和西南部则分别有一家E.Leclerc和Super U大型商场。

### 体育
2020年，罗莫朗坦-朗特奈境内共有2家游泳池、6间体育馆、1座综合体育场、10处网球场、8处足球或橄榄球场以及5处篮球或排球场。
截至2021年10月，罗莫朗坦-朗特奈境内共有四家注册足球俱乐部。罗莫朗坦索洛涅奥林匹克是当地的代表性足球队，成立于1930年，2021至2022赛季参加法国全国乙组联赛（法丁），其主场朱尔·拉杜梅格球场可同时容纳超过六千两百名观众，是当地规模最大的体育设施。

### 环境
罗莫朗坦-朗特奈的环境事务由其所属的公共社区负责。2019年，罗莫朗坦-朗特奈境内共有7家污染企业。

### 治安
2019年，罗莫朗坦-朗特奈市镇范围内共有1处派出所和1处宪兵队。
罗莫朗坦-朗特奈国家宪兵队（zone gendarmerie de Romorantin-Lanthenay）的管辖共76个市镇。2020年，该宪兵队累计记录各类案件3,240起，其中盗窃类案件1,545起，经济类案件504起，毒品交易类案件57起。

## 文化
2020年，罗莫朗坦-朗特奈境内共有1家电影院和1家博物馆。罗莫朗坦-朗特奈市政府提供多媒体中心，向公众全年开放。

### 建筑
罗莫朗坦-朗特奈境内有多处法国国家文物保护单位，其中罗莫朗坦城堡（Château de Romorantin）和圣母-圣斯德望教堂（Église Notre-Dame et Saint-Étienne de Romorantin-Lanthenay）等为当地的代表性建筑物。

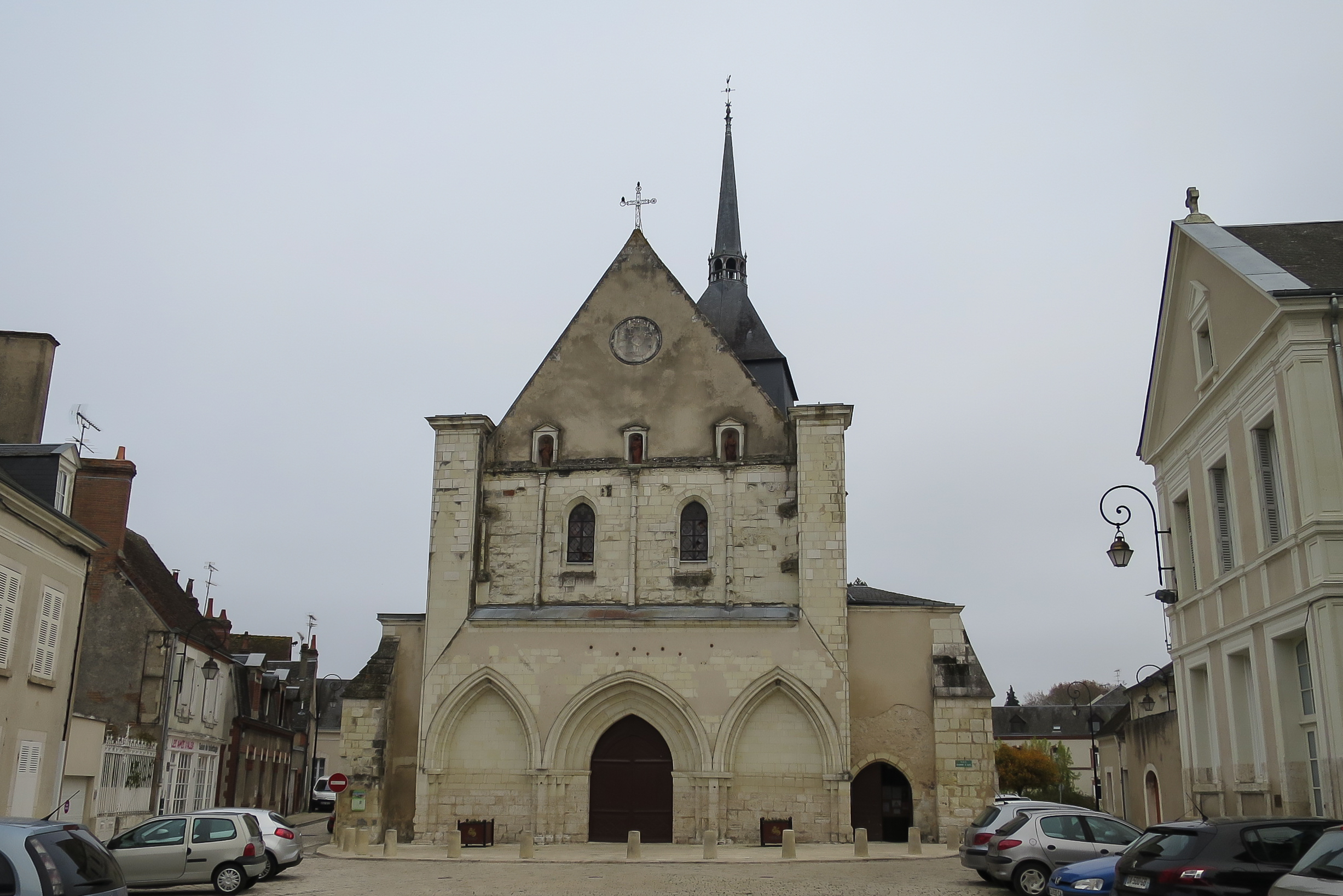
圣母教堂
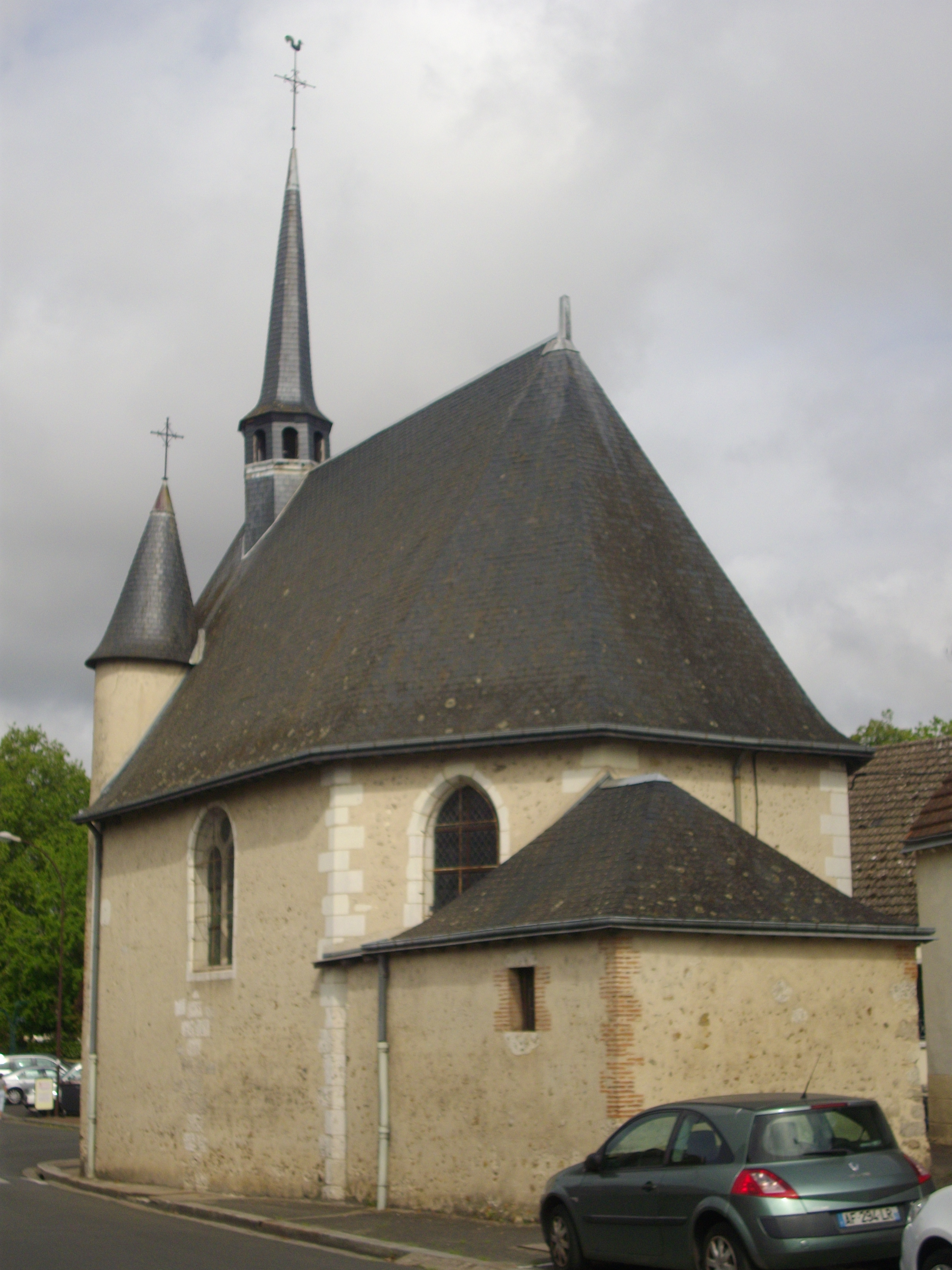
圣罗克小教堂
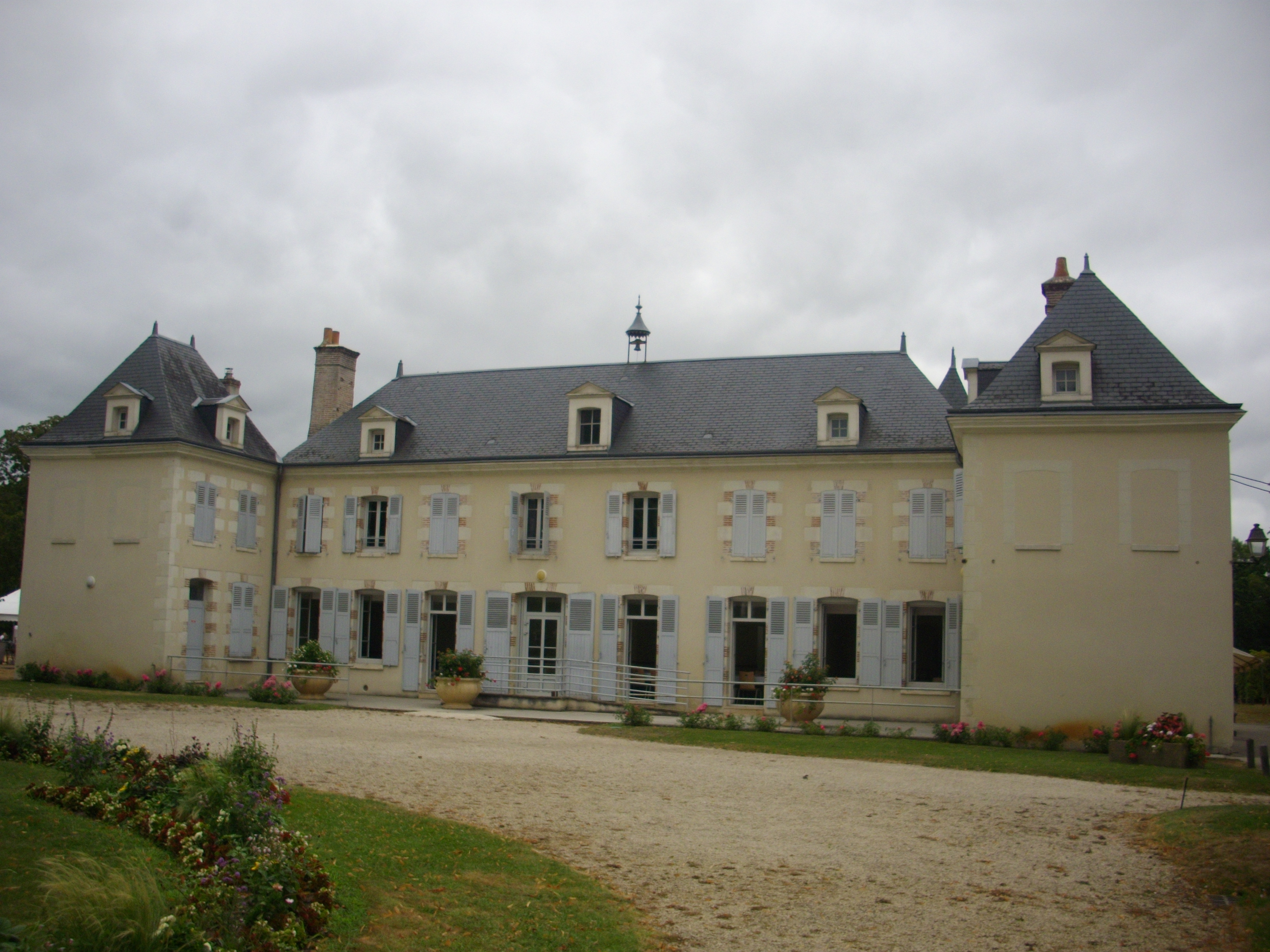
博韦城堡
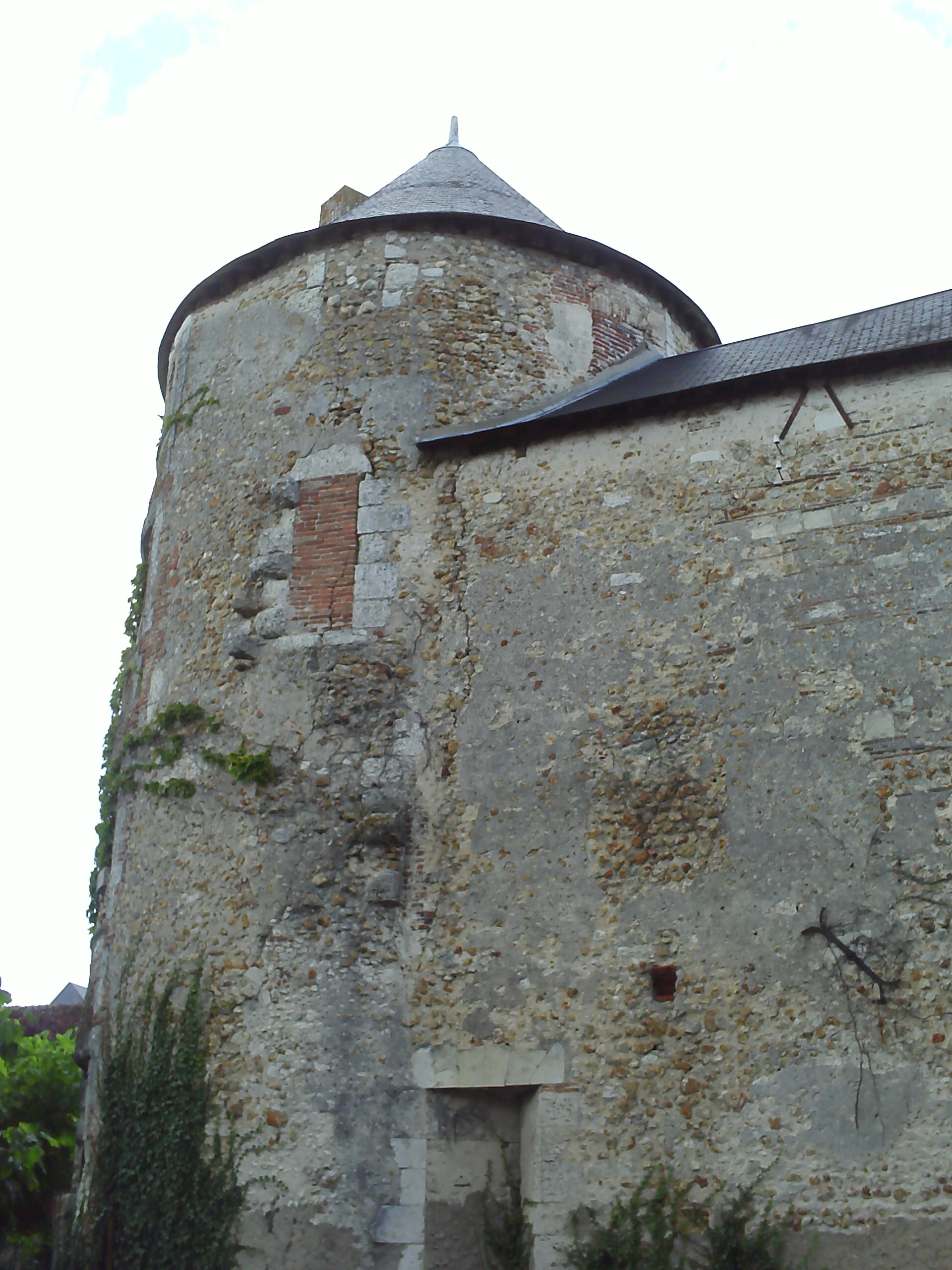
碉楼
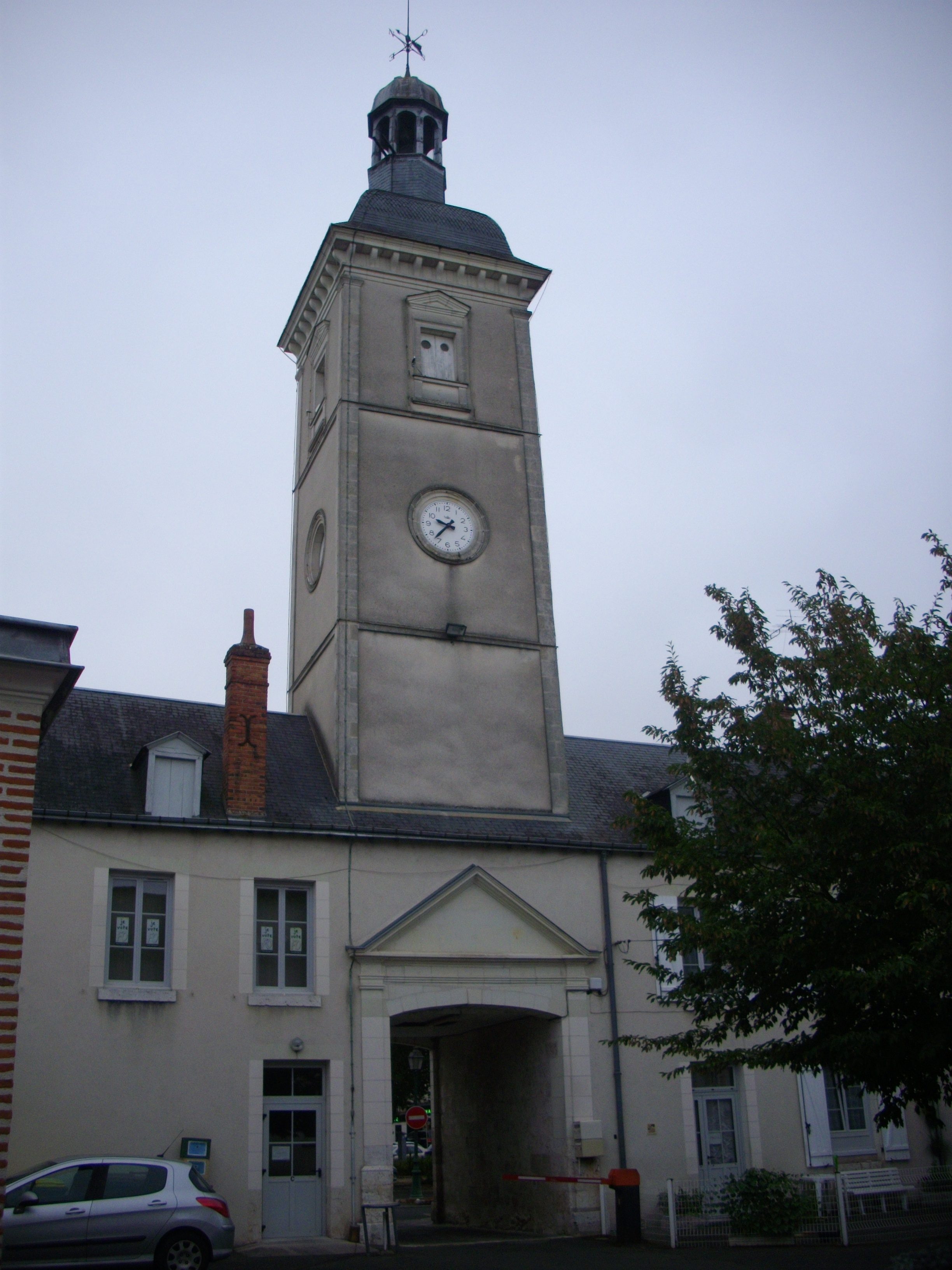
神学院
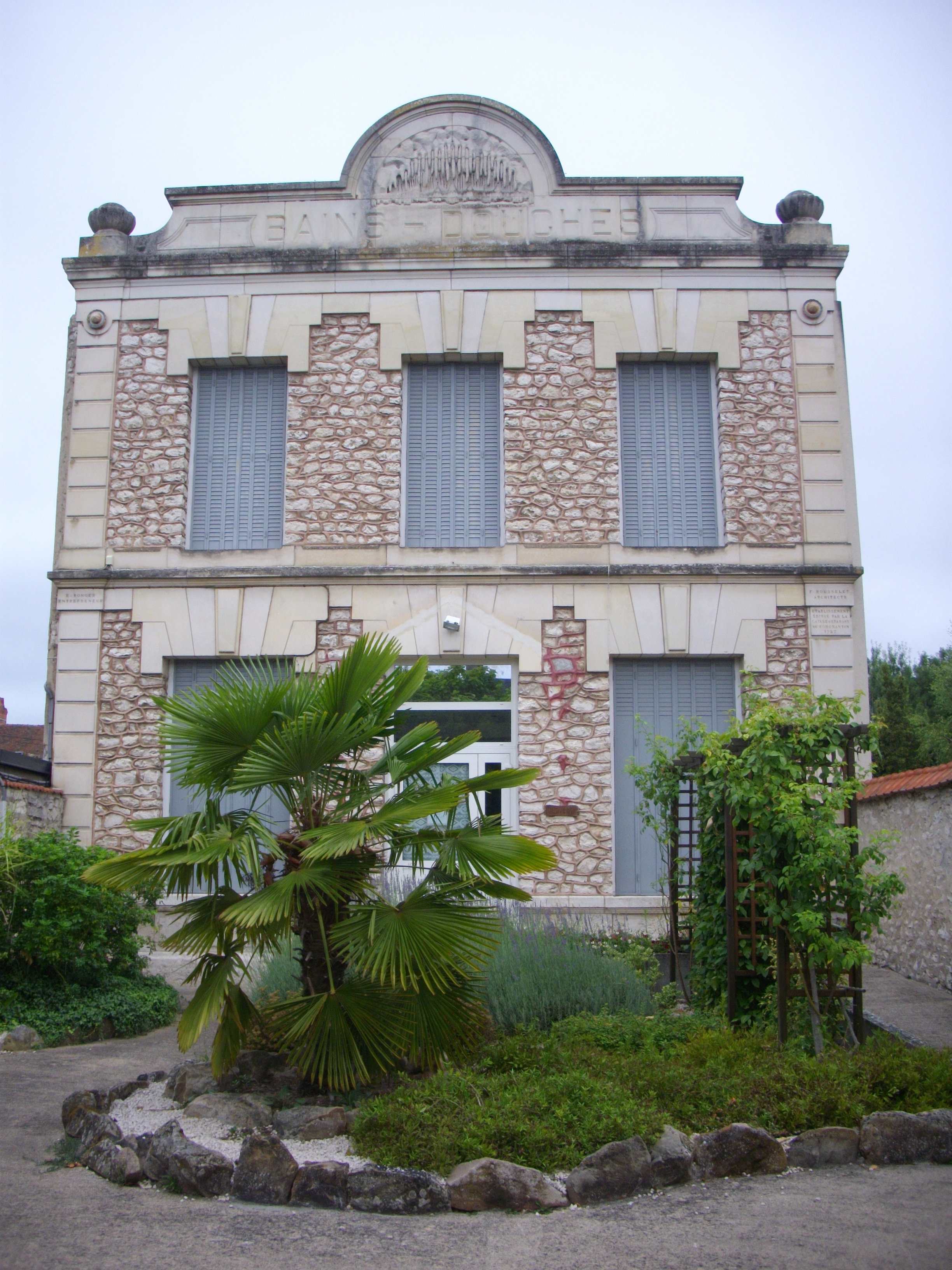
浴场
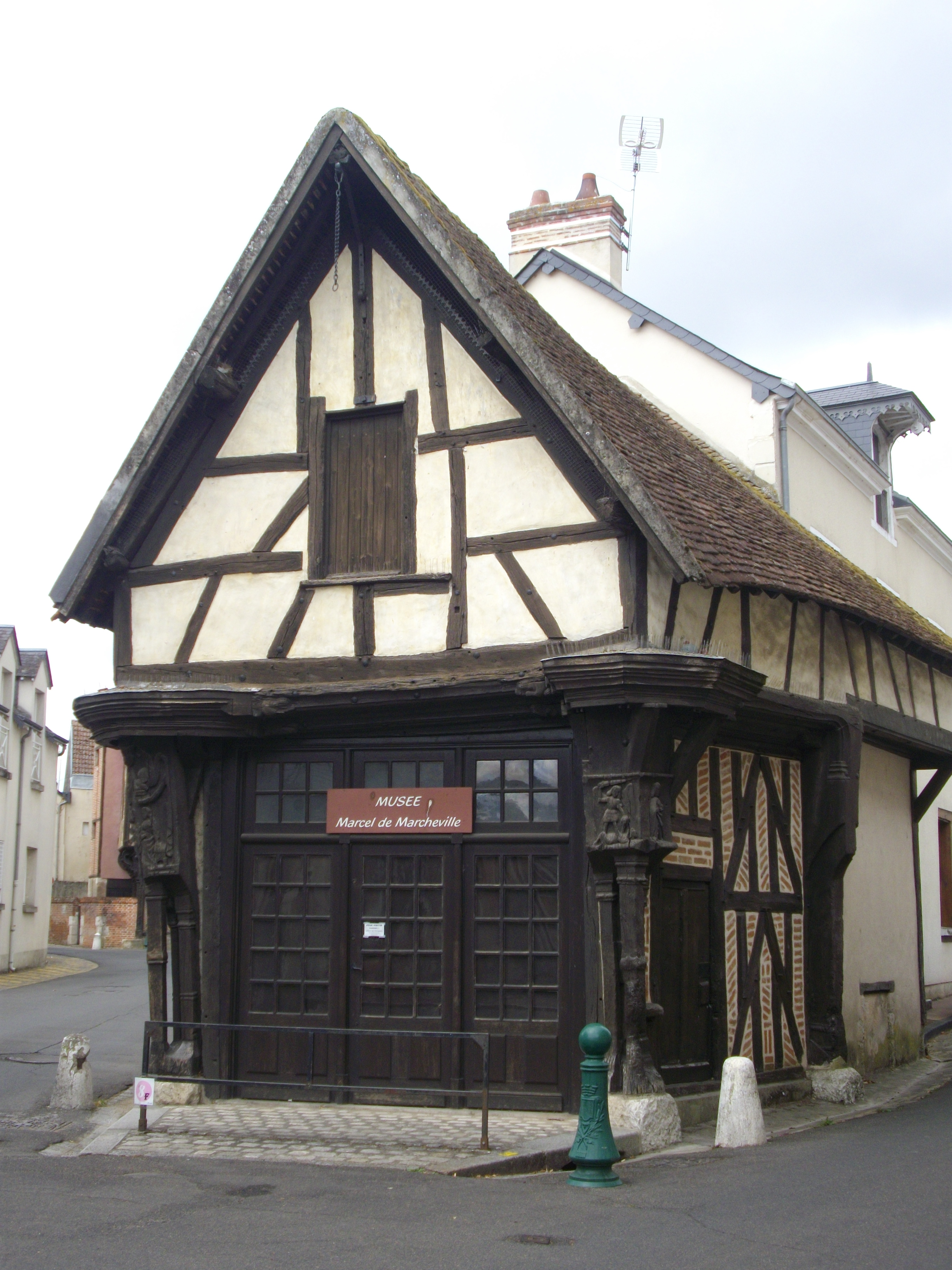
镀金方楼

### 旅游
罗莫朗坦-朗特奈的旅游事务由其所属的公共社区负责。2021年，罗莫朗坦-朗特奈境内共有4家酒店共计162间房间；另有1个露营地，可容纳共85辆露营车。

### 媒体
法国主要的媒体均可在罗莫朗坦-朗特奈接收，法国电视三台下属的中央-卢瓦尔河谷大区频道在部分时段播出罗莫朗坦-朗特奈所属区域的地方新闻。图尔卢瓦尔河谷电视台和《中西部新共和国》是当地的主要地方媒体，其总部均位于图尔。此外当地的地方性媒体还有震动广播、蓝色法兰西奥尔良广播等。

## 相关人物
路易十二的女兒、弗朗索瓦一世的王后法蘭西的克洛德出生于罗莫朗坦-朗特奈。

## 友好城市
截至2021年10月，罗莫朗坦-朗特奈共与四座城市互为友好城市关系：
- 德国 朗根
- 西班牙 杜罗河畔阿兰达
- 英格兰 Long Eaton
- 土耳其 穆达尼亚